# 柴成务
柴成務（934年—1004年），字寶臣。曹州濟陰（今菏澤市）人。
父柴自牧，進士出身，官兵部員外郎。成務生於唐後帝清泰元年（934年），乾德六年（968）登進士一甲第一名，是為戊辰科狀元，出任峽州軍事推官。太平興國五年（980年）轉太常寺，任峡路转运副使。淳化二年（991）为京东转运使。奉命出使高麗，建議該國封立箕子衣冠塚，史稱箕聖陵。真宗時，官給事中，奏上《新定編敕》856條。終判尚書刑部。撰《太宗實錄》、《夢林宴會之計》。宋真宗景德元年（1004年）卒，年七十一。有文集二十卷，已佚。

## 延伸阅读
[在维基数据编辑]
 《宋史·卷306》，出自脱脱《宋史》